# Koksownik

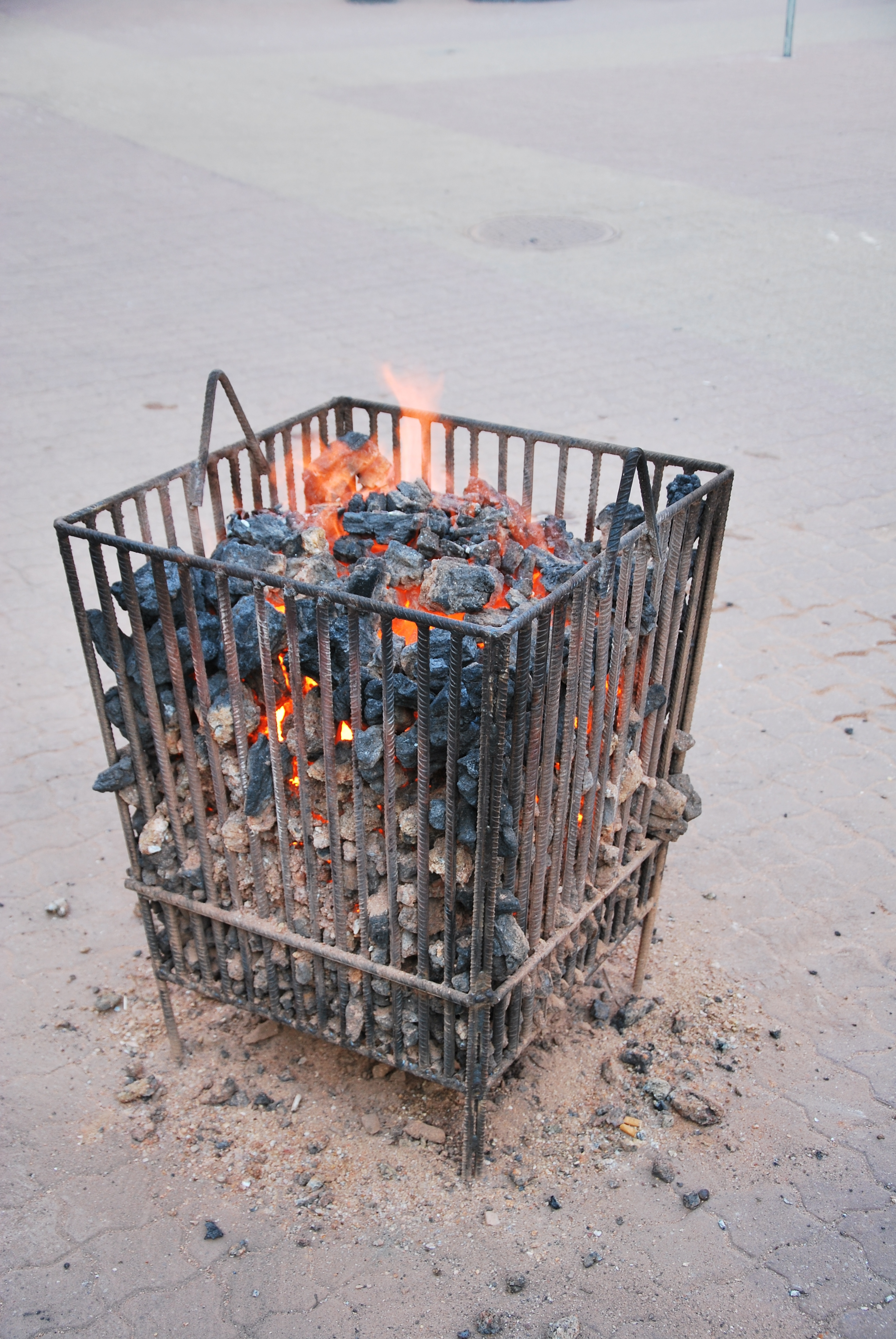
Koksownik

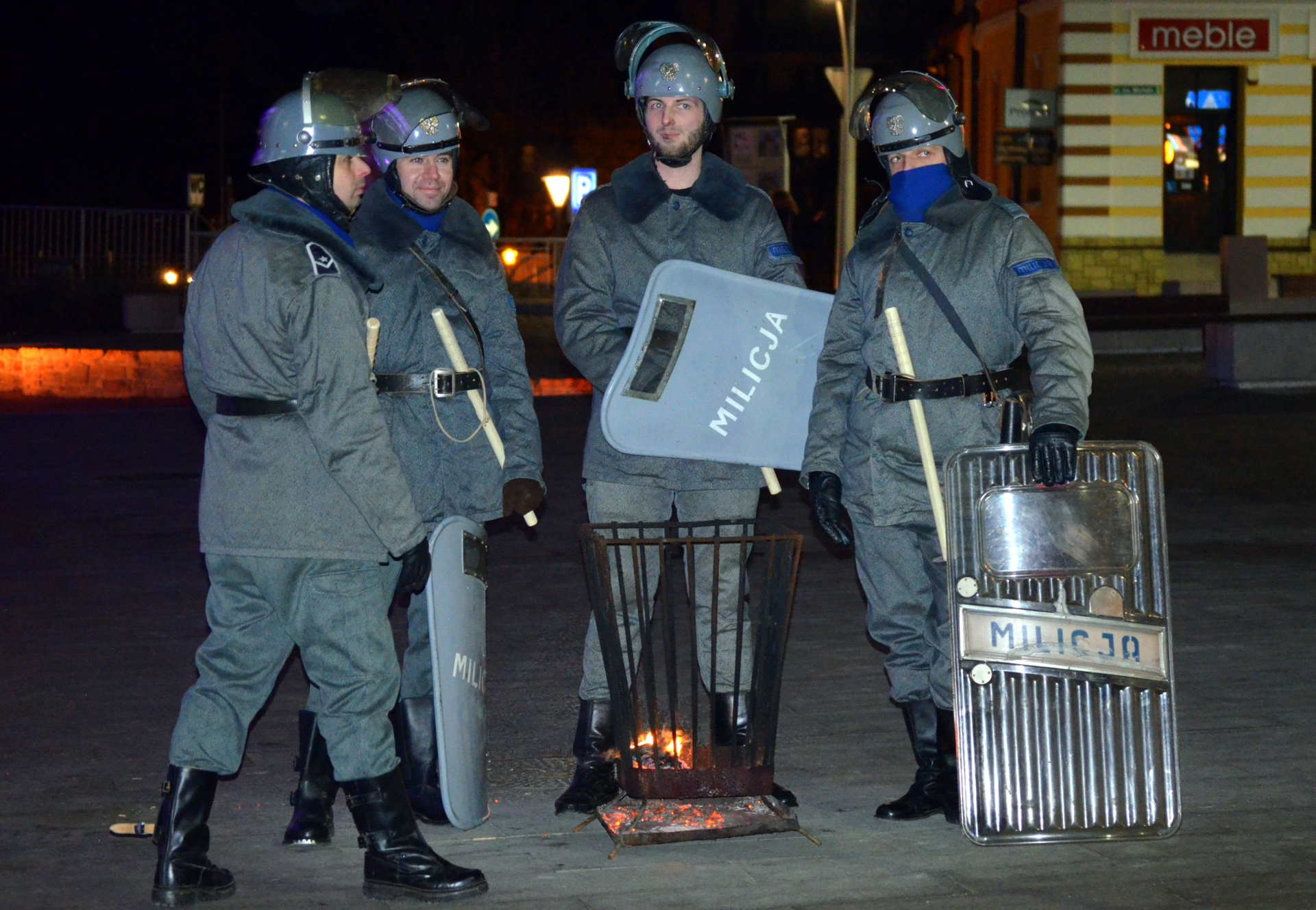
Milicjanci przy koksowniku w czasie stanu wojennego w Polsce (rekonstrukcja)

Koksownik (inaczej koksiak) – przenośne palenisko w postaci stalowego kosza do spalania koksu, służące do ogrzania się na wolnym powietrzu.
Znane ze stosowania podczas stanu wojennego w Polsce (1981–1983) przez żołnierzy i milicjantów do ogrzewania się w mrozy na posterunkach ulicznych. W niektórych miastach (np. w Częstochowie) są ustawiane w mroźne dni w okolicach przystanków komunikacji miejskiej i miejsc, gdzie gromadzą się bezdomni.
Wbrew pojawiającym się twierdzeniom, określenie koksownik nie jest ani błędne – w znaczeniu „wolnostojącego pieca, w którym pali się koksem” figuruje w aktualnym Słowniku Języka Polskiego PWN – ani nowomodne, ponieważ odnotowywał je już słownik języka polskiego pod red. Witolda Doroszewskiego z lat 50. i 60. XX wieku.